# Александру Стояновічі
Александру Стояновічі (нар. 6 вересня 1892, Констанца, помер 8 січня 1951, Бухарест ) — румунський контрадмірал, який воював у Другій світовій війні.

## Біографія
У 1943 році комодор Александру Стояновічі зайняв посаду командира Військово-морської академії «Мірча кель Бетран» у Констанці. Того ж року він очолив командування річкових сил (CFNFl.), якому були підпорядковані річкові загони з Верхнього Дунаю, Середнього Дунаю, Нижнього Дунаю (загалом 37 кораблів і катерів, у тому числі 7 моніторів, а також та кілька артилерійських батарей, батальйонів морської піхоти, прикордонників). 
26 серпня 1944 р. контрадмірал Стояновичі як командир річкових сил  прибув до Ісмаїла і зустрівся з радянським контрадміралом Горшковим, командувачем Дунайської військової флотилії, щоб просити дозволу для румунських військових кораблів, розташованих у районі Тулчі, форсувати Дунай для участі у переслідуванні німецької флотилії. Радянський контрадмірал заявив, що не має наказу з боку радянського керівництва щодо припинення бойових дій з Румунією, і сили румунських у Тулчі повинні здатися, інакше вони будуть знищені. 
Наступного дня, 27 серпня, згідно отриманих наказів і через делікатну ситуацію, Командування річкових сил передало радянському командуванню наявні в районі Тулчі кораблі: монітор, річковий патрульний корабель, п’ять озброєних буксирів і три понтони для транспортування. війська. 29 серпня, після переговорів адмірала Стояновічі провів в Ісмаїлі з контрадміралом Горшковим, останній погодився на співпрацю румунської Дунайської флотилії  з радянською, але за умови оперативного підпорядкування командувачу  Дунайської флотилії СРСР. 
Після того, як румунська сторона прийняла радянську пропозицію, адмірал Горшков наказав зосередити всі румунські кораблі на Дунаї в Рені, потім Ізмаїлі та командуючому річковими силами разом зі своїм штабом представити всі документи, необхідні для підготовки плану спільних дій на Дунаї. Коли адмірал Стояновічі та його співробітники з усіма документами та кораблями прибули до Ісмаїл, офіцерів заарештували, а екіпажі переважно потрапили в полон, румунські кораблі були захоплені, виведені в територіальні води СРСР, а прапор Румунії замінено на радянський. Контрадмірал Стояновичі та старших офіцери тримали в ізоляції до 7 вересня 1944 року, коли вони були звільнені та перевезені радянським кораблем до Тулчі. 
Контрадмірал Александру Стояновічі помер в 1951 році. 

## Рекламна діяльність
Контрадмірал Олександру Стояновічі є автором кількох праць про військово-морську тактику, з яких ми згадуємо: 
- Атака на морське узбережжя, у "Морському журналі" ( “Revista Marinei”) № 4/1926